# Сквари (Мазовецьке воєводство)
Сквари (пол. Skwary) — село в Польщі, у гміні Нарушево Плонського повіту Мазовецького воєводства.
Населення — 204 особи (2011).
У 1975-1998 роках село належало до Цехановського воєводства.

## Демографія
Демографічна структура станом на 31 березня 2011 року:
|          | Загалом | Допрацездатний вік | Працездатний вік | Постпрацездатний вік |
| -------- | ------- | ------------------ | ---------------- | -------------------- |
| Чоловіки | 97      | 18                 | 69               | 10                   |
| Жінки    | 107     | 25                 | 54               | 28                   |
| Разом    | 204     | 43                 | 123              | 38                   |